# Tricellaria circumternata
Tricellaria circumternata är en mossdjursart som beskrevs av Soule, Soule och Chaney 1995. Tricellaria circumternata ingår i släktet Tricellaria och familjen Candidae. Inga underarter finns listade i Catalogue of Life.